# Exoprosopa inornata
Exoprosopa inornata är en tvåvingeart som beskrevs av Friedrich Hermann Loew 1860. Exoprosopa inornata ingår i släktet Exoprosopa och familjen svävflugor. Inga underarter finns listade i Catalogue of Life.